# Rodina Zátků

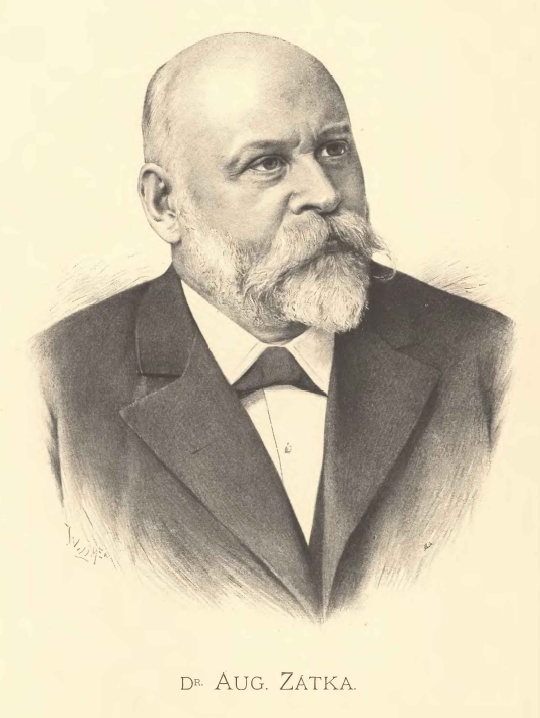
Dr. August Zátka (kreslil Jan Vilímek)

Rodina Zátků patřila v Českých Budějovicích již od počátku 19. století mezi nejvýznamnější české měšťanské rodiny. Uplatňovali se v politice, hospodářství, ale také v kulturním a spolkovém životě.

## Historie
Kořeny rodu spadají již do 17. století. Podle rodinné tradice pocházel rod Zátků z Písecka. V roce 1679 v Kamenném Újezdě získal jejich předek Matěj Vaněček rodinné jméno podle gruntu, který zde koupil a v kterém se usídlil. Od první poloviny 18. století se rodina usadila ve Velešíně. Na podzim roku 1813 si Matouš a Markéta Zátkovi, rodiče Hynka Zátky, koupili dům č. p. 360 v Českých Budějovicích za 5900 zl. a zařídili si tu obchod s obilím.
Dr. August Zátka napsal o příchodu své rodiny do Českých Budějovic a o jejich národnostním smýšlení: „V útlém věku dětském roku 1813 přišel Hynek Zátka z Velešína do Budějovic s rodinou, která vlivem svého syna theologa zachovala si vědomí české. I matčin otec, rodák vltavotýnský, byl Čech. Ale stav se již r. 1797 měšťanem českobudějovickým, propadl s většinou své rodiny poněmčení…“
Rodinný fond českobudějovických Zátků (Hynka, August a Vlastislava) je uložen v Praze v Archivu Národního muzea.

## Potravinářské podniky

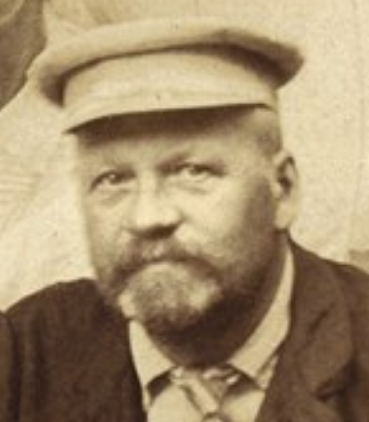
Vlastimil Zátka

Nejstarší syn Hynka Zátky Ferdinand Zátka (nar. 15. 1. 1845, † Nice 28. 2. 1901) založil roku 1872 v Českých Budějovicích cukrovar, později i pekařství. Po tetě zdědil rozsáhlý dům v pražském Karlíně na Královské třídě, kde roku 1877 otevřel pekárnu, roku 1879 založil v Karlíně jednu z prvních sodovkáren ve střední Evropě, Zátka se stal největším výrobcem sodovek v rakousko-uherské monarchii; později rozšířil sortiment i o šumivé víno, francouzskou hořčici a kávové náhražky.
Dva mladší Ferdinandovi bratři, Vlastimil (11. 8. 1851 – 4. 6. 1907) a Dobroslav (19. 8. 1859 – 14. 12. 1946), podnikali v jižních Čechách. Vlastimil Zátka převzal otcův mlýn v Březí. Spolu s bratrem Dobroslavem za podpory otce Hynka zahájili roku 1884 výrobu těstovin (nudlí a makaronů) a tento podnik se stal největším svého druhu v Rakousko-Uhersku. Bratři zahájili rovněž výrobu sodových vod, ale nebyli tak úspěšní jako jejich pražský bratr. Svou sodovkárnu přesunuli do Českých Budějovic, aby měli blíž pramen v Dobré Vodě.
Roku 1901 Ferdinand Zátka zemřel a řízení karlínského podniku převzal Vlastimil. Roku 1906 byla firma transformována na rodinnou společnost s ručením omezeným, roku 1907 se řízení ujal Dobroslav, který tou dobou vedl i těstárnu v Březí.
Roku 1927 se vedení rozhodlo postavit novou sodovkárnu v Praze-Holešovicích, roku 1929 byla výroba v nové, moderní továrně zahájena. Stará sodovkárna v Karlíně byla přebudována na výrobku oplatků, sušenek a jemného pečiva.
Ferdinand Zátka dosáhl doktorátu práv, ale jako právník nikdy nepůsobil, věnoval se podnikání. Ve svých 45 letech se oženil s bývalou svou zaměstnankyní Gabrielou Čtrnáctou, manželství bylo šťastné, ale bezdětné. Vlastimil se od mládí věnoval otcovu podniku, v roce 1884 se oženil s Karlou Havlíčkovou, neteří Karla Havlíčka Borovského. Dobroslav absolvoval pražskou i vídeňskou techniku a poté dva roky působil jako praktikant v továrně ve Zlaté Koruně, poté se roku 1883 připojil k rodinným podnikům a ujal se nejprve vedení budějovické pekárny, po smrti Vlastimila se stal ředitelem pražské sodovkárny i těstárny v Březí.
Za druhé světové války byly všechny rodinné podniky zkonfiskovány Němci, kteří v Březí potravinářskou výrobu nahradili vojenskou. Roku 1945 byl majetek rodině vrácen, ale roku 1948 znovu zabrán a poté znárodněn.
Těstárna bratří Zátků byla začleněna do státního podniku Mlýny a těstárny, firma Dr. F. Zátka do Pražských cukráren a sodovkáren. Po roce 1989 byl státní podnik Mlýny a těstárny Březí předán dědicům rodiny Zátků nejprve do pronájmu a poté odprodán. Firma Bratři Zátkové, a. s., je významným českým výrobcem těstovin a mouky.
Pražské cukrárny a sodovkárny se přejmenovaly nejprve na Zátka-Pražské sodovkárny a později na Dr. Zátka, s. r. o., roku 1998 byla restrukturalizována a roku 1999 převedla výrobu do obce Káraný kvůli blízkosti zdroje kvalitní vody. Roku 2000 skončila sodovkárna v konkurzu, jejím nástupcem je společnost Bestwater Enterprise.

## Související podniky
- Bratři Zátkové (dříve Bratří Zátkové), společnost z Boršova nad Vltavou s tradicí od roku 1884, zabývající se zpracováním mouky a výrobou těstovin, od roku 1895 provozovala v Českých Budějovicích za Litvínovickým mostem i sodovkárnu (ta při znárodnění přešla pod n. p. Jihočeské mlýny, závod na výrobu sodové vody, limonád, chleba a pečiva, po roce 1950 byla zařazena do n. p. Jihočeské pekárny, pod nímž jako závod 6 existovala do roku 1994, poté vystřídala několik vlastníků)
- Sodovkárna Zátka (Holešovice), dřívější provozovna pražské pekárny a sodovkárny Ferdinanda Zátky (1910, resp. sodovkárna 1928) (později začleněno pod Pražské sodovkárny, od roku 1992 Zátka-Pražské sodovkárny, spol. s r. o., od roku 1998 Dr. Zátka s. r. o.)

## Sodovkárna Zátka
Jako první vyráběla v českých zemích sycenou vodu firma Reinhardt, založená roku 1860. Firma Zátka ovšem přišla jako první s průmyslovou výrobou sycené vody, jejímž základem byla destilovaná voda, doplněná minerálními solemi a oxidem uhličitým. Nápoj z jeho továrny, kterou založil v karlínské části dnešní Sokolovské třídy, byl v Praze tak oblíbený, že se jihočeský podnikatel Ferdinand Zátka stal největším výrobcem sycené vody v celém Rakousko-Uhersku. Časem rozšířil svou produkci o výrobu šumivého vína, hořčici a kávové náhražky. A možná právě díky Ferdinandu Zátkovi a jeho sodovce se uzávěrům lahví začalo říkat – zátky.

## Některé osobnosti
- Matouš Zátka (1778–1869)
- Jan Zátka (1802–1881), syn Matouše
- Jakub Zátka (1804–1865), syn Matouše[3]
- Hynek Zátka (1808–1886), syn Matouše
- Ferdinand Zátka (1845–1901), syn Hynka
- August Zátka (1847–1935), syn Hynka
- Vlastimil Zátka (1851–1907), syn Hynka
- Dobroslav Zátka (1859–1946), syn Hynka
- Růžena Zátková (1885–1923), dcera Vlastimila
- Vlastislav Zátka (1887–1964), syn Augusta
- Miroslav Zátka (1890–1980), syn Dobroslava